# جون ر. كوين
جون ر. كوين (بالإنجليزية: John R. Quinn)‏ هو سياسي أمريكي، ولد في 17 يوليو 1889، وتوفي في 29 أبريل 1979.